# كارولينا (كارولاينا الشمالية)
كارولينا (بالإنجليزية: Carolina Beach, North Carolina)‏ هي بلدة أمريكية تقع في الولايات المتحدة في مقاطعة نيوهانوفر، كارولاينا الشمالية. يقدر عدد سكانها بـ 5,883 نسمة ومساحتها 6.4 كم2 وترتفع عن سطح البحر 1 متر.

## التركيبة السكانية
حدّد مكتب تعداد الولايات المتحدة بيانات التركيبة السكانية لكارولينا في تعداد الولايات المتحدة. في ما يلي، التركيبة السكانية حسب تعدادي 2000 و2010.

### تعداد عام 2000
بلغ عدد سكان كارولينا 4,701 نسمة بحسب تعداد عام 2000، وبلغ عدد الأسر 2,296 أسرة وعدد العائلات 1,253 عائلة مقيمة في البلدة. في حين سجلت الكثافة السكانية 663 نسمة لكل كيلومتر مربع (1,717.2/ميل2). وبلغ عدد الوحدات السكنية 4,086 وحدة بمتوسط كثافة قدره 576.3 لكل كيلومتر مربع (1,492.6/ميل2).
وتوزع التركيب العرقي للبلدة بنسبة 96.94% من البيض و1.19% من الأمريكيين الأفارقة و0.60% من الأمريكيين الأصليين و0.45% من الأمريكيين ذوي الأصول الآسيوية و0.17% من الأعراق الأخرى و0.66% من عرقين مختلطين أو أكثر و0.77% من الهسبانيون أو اللاتينيون من أي عرق.
بلغ عدد الأسر 2,296 أسرة كانت نسبة 19.9% منها لديها أطفال تحت سن الثامنة عشر تعيش معهم، وبلغت نسبة الأزواج القاطنين مع بعضهم البعض 43.5% من أصل المجموع الكلي للأسر، ونسبة 7.7% من الأسر كان لديها معيلات من الإناث دون وجود شريك، بينما كانت نسبة 3.4% من الأسر لديها معيلون من الذكور دون وجود شريكة وكانت نسبة 45.4% من غير العائلات. تألفت نسبة 35.1% من أصل جميع الأسر من عدة أفراد يعيشون في نفس المنزل ونسبة 7.6% كانت تتألف من شخص يعيش بمفرده يبلغ من العمر 65 عاماً أو أكثر. وبلغ متوسط حجم الأسرة المعيشية 2.03، أما متوسط حجم العائلات فبلغ 2.59.
بلغ العمر الوسطي للسكان 43.6 عاماً. وكانت نسبة 14.8% من القاطنين تحت سن الثامنة عشر، وكانت نسبة 7.1% بين الثامنة عشر والرابعة والعشرين عاماً، ونسبة 30.8% كانت واقعةً في الفئة العمرية ما بين الخامسة والعشرين والرابعة والأربعين عاماً، ونسبة 34.1% كانت ما بين الخامسة والأربعين والرابعة والستين، ونسبة 12.2% كانت ضمن فئة الخامسة والستين عاماً فما فوق. يوجد لكل 100 أنثى 103.6 ذكر، ويوجد لكل 100 أنثى في الثامنة عشر من عمرها فما فوق 104.0 ذكر.
بلغ متوسط دخل الأسرة في البلدة 37,662 دولارًا، أما متوسط دخل العائلة فبلغ 44,882 دولارًا. وكان متوسط دخل الذكور 31,013 دولارًا مقابل 21,241 دولارًا للإناث. وسجل دخل الفرد الخاص بالبلدة 24,128 دولارًا. وكانت نسبة 4.4% من العائلات ونسبة 9.4% من السكان تحت خط الفقر، وكان من هؤلاء نسبة 10.3% تحت سن الثامنة عشر ونسبة 0% في الخامسة والستين من العمر وما فوق.

### تعداد عام 2010
بلغ عدد سكان كارولينا 5,706 نسمة بحسب تعداد عام 2010، وبلغ عدد الأسر 2,687 أسرة وعدد العائلات 1,485 عائلة مقيمة في البلدة. في حين سجلت الكثافة السكانية 804.8 نسمة لكل كيلومتر مربع (2,084.4/ميل2). وبلغ عدد الوحدات السكنية 5,626 وحدة بمتوسط كثافة قدره 793.5 لكل كيلومتر مربع (2,055.2/ميل2).
وتوزع التركيب العرقي للبلدة بنسبة 96.09% من البيض و0.72% من الأمريكيين الأفارقة و0.70% من الأمريكيين الأصليين و0.39% من الأمريكيين ذوي الأصول الآسيوية و0.05% من سكان جزر المحيط الهادئ و0.63% من الأعراق الأخرى و1.42% من عرقين مختلطين أو أكثر و1.65% من الهسبانيون أو اللاتينيون من أي عرق.
بلغ عدد الأسر 2,687 أسرة كانت نسبة 21.2% منها لديها أطفال تحت سن الثامنة عشر تعيش معهم، وبلغت نسبة الأزواج القاطنين مع بعضهم البعض 42.2% من أصل المجموع الكلي للأسر، ونسبة 8.7% من الأسر كان لديها معيلات من الإناث دون وجود شريك، بينما كانت نسبة 4.3% من الأسر لديها معيلون من الذكور دون وجود شريكة وكانت نسبة 44.7% من غير العائلات. تألفت نسبة 32.2% من أصل جميع الأسر من عدة أفراد يعيشون في نفس المنزل ونسبة 8.6% كانت تتألف من شخص يعيش بمفرده يبلغ من العمر 65 عاماً أو أكثر. وبلغ متوسط حجم الأسرة المعيشية 2.12، أما متوسط حجم العائلات فبلغ 2.67.
بلغ العمر الوسطي للسكان 43.9 عاماً. وكانت نسبة 16.3% من القاطنين تحت سن الثامنة عشر، وكانت نسبة 6.7% بين الثامنة عشر والرابعة والعشرين عاماً، ونسبة 28.4% كانت واقعةً في الفئة العمرية ما بين الخامسة والعشرين والرابعة والأربعين عاماً، ونسبة 35.5% كانت ما بين الخامسة والأربعين والرابعة والستين، ونسبة 13.2% كانت ضمن فئة الخامسة والستين عاماً فما فوق. وتوزع التركيب الجنسي للسكان بنسبة 50.6% ذكور و49.4% إناث.